# Markus Bauer

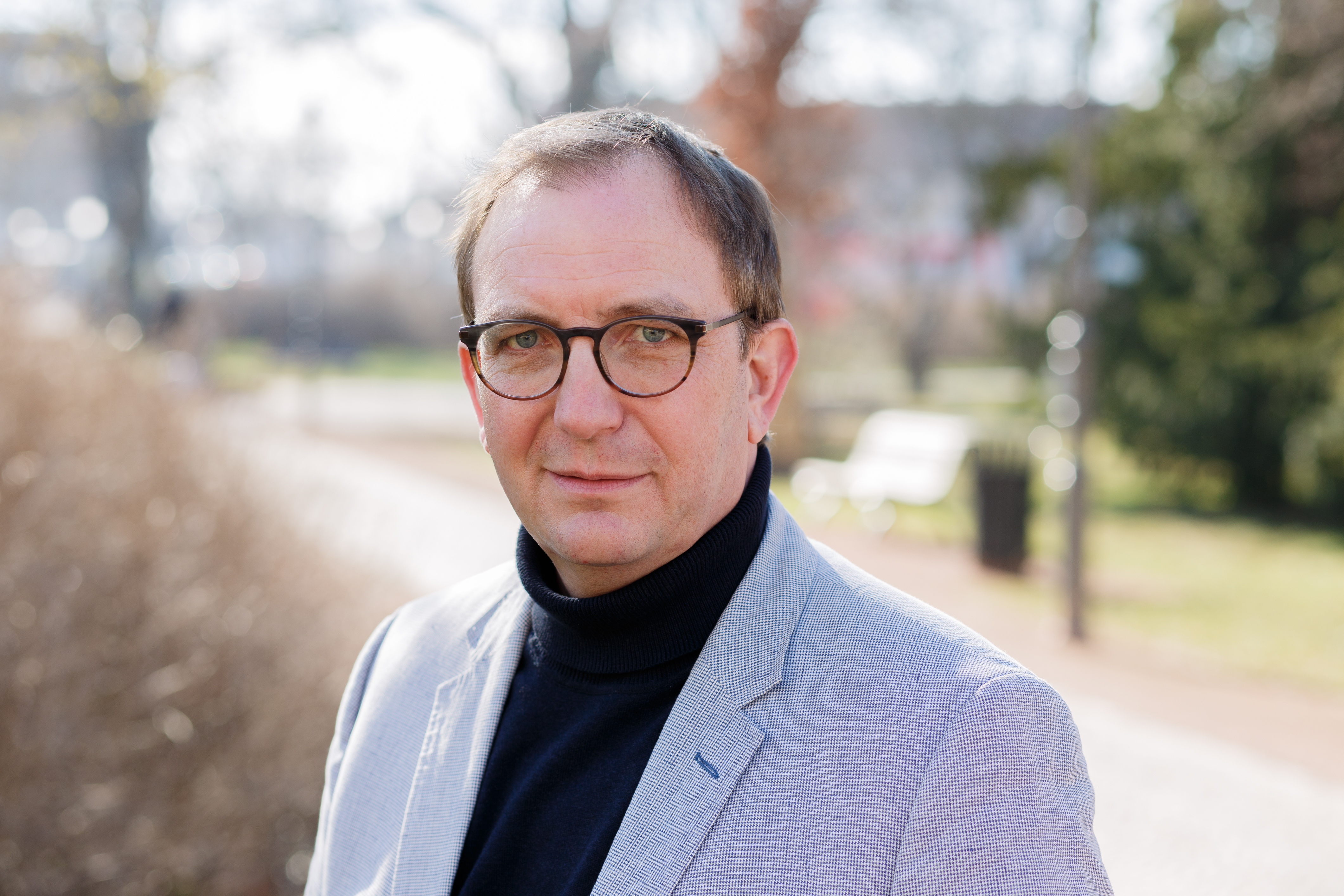
Markus Bauer, Landrat des Salzlandkreises (März 2022)

Markus Bauer (* 1971 in Calbe (Saale)) ist ein deutscher Politiker (SPD) und seit 2014 Landrat des Salzlandkreises.

## Leben und Beruf
Markus Bauer ist 1971 in Calbe geboren, aufgewachsen in Nienburg (Saale) und lebt dort mit seiner Familie. Er ist katholisch, verheiratet und hat drei Töchter.
Er absolvierte eine Berufsausbildung im Handwerksbereich und erwarb daraufhin seine Fachhochschulreife. Anschließend verpflichtete er sich zwölf Jahre in der Bundeswehr. Dort wurde er im praktischen sowohl auch im theoretischen Teil im Fahrschulwesen eingesetzt.  Während dieser Zeit absolvierte Markus Bauer ein Wirtschaftsrechtsstudium an der Hochschule Anhalt. Seit 2010 ist Markus Bauer Gastdozent an der Technischen Universität in Perm (Russland). Weiterhin ist er Mitglied des Deutsch-Russischen Forums. Die Aktivitäten des Forums ruhen derzeit aufgrund des Krieges Russlands in der Ukraine.
Markus Bauer ist Mitglied in verschiedenen Vereinen in seiner Heimatstadt sowie langjähriger stellvertretender Vorsitzender der AG Saaleradweg sowie des Fördervereins für den Salzlandstempel. Daneben ist er Mitglied im Rotary Club und engagiert sich als Mitglied für das Deutsche Rote Kreuz, für den Fernsehverein RFT Staßfurt und im Verband deutscher Betriebs- und Volkswirte. Seit 2004 ist Markus Bauer auch Mitglied im Schifferverein Alsleben, um die langjährige Tradition der Region an den Wasserstraßen zu pflegen. Seit einiger Zeit unterstützt er die Salzlandkiste mit regionalen Spezialitäten.
In seiner Freizeit läuft Markus Bauer gern. So legte er vor einigen Jahren mehrmals die Marathon-Distanz zurück.

## Öffentliche Ämter
Von 2001 bis 2014 war Markus Bauer Bürgermeister der Stadt Nienburg (Saale). 2009 wurde er im ersten Wahlgang mit 63 Prozent der Stimmen im Amt bestätigt. Seit 2014 ist Bauer Landrat des Salzlandkreises. 2021 wurde er mit 65 Prozent der Stimmen wiedergewählt. Im November 2016 gewann der Salzlandkreis den Politikaward in der Kategorie Kampagnen von Bund, Ländern und Gemeinden für das Betreuungskonzept für Flüchtlinge - Soziallotsen im Einsatz. 2021 wurde Bauer von den Mitgliedern des Landkreistages Sachsen-Anhalt zum Vizepräsidenten gewählt. Er ist außerdem Mitglied im Innovationsring des Deutschen Landkreistags. Dieser befasst sich unter anderem mit den Themenfeldern Demografie, Breitband und Verwaltungsmodernisierung.

## Abgeordneter
Seit 2004 gehörte Markus Bauer dem Kreistag des ehemaligen Landkreises Bernburg an. 2007 und 2014 wurde er in den Kreistag des Salzlandkreises gewählt.

## Partei
Markus Bauer war ab 2013 Mitglied des Landesvorstandes der SPD Sachsen-Anhalt und von 2016 bis 2018 stellvertretender Vorsitzender der SPD Sachsen-Anhalt. Von 2007 bis 2014 war Markus Bauer Kreisvorsitzender der SPD Salzlandkreis.